# Indianapolis Colts 2025
La stagione 2025 degli Indianapolis Colts sarà la 72ª della franchigia nella National Football League, la 42ª ad Indianapolis, la nona sotto la dirigenza del general manager Chris Ballard e la terza con Shane Steichen come capo-allenatore.

## Scelte nel Draft 2025
| Scelte dei Colts nel Draft 2025 |        |                                  |                                  |                                  |             |
| Giro                            | Scelta | Giocatore                        | Ruolo                            | College                          | Note        |
| 1                               | 14     | Tyler Warren                     | TE                               | Penn State                       |             |
| 2                               | 45     | JT Tuimoloau                     | DE                               | Ohio State                       |             |
| 3                               | 80     | Justin Walley                    | CB                               | Minnesota                        |             |
| 4                               | 117    | Scambiata con i Los Angeles Rams | Scambiata con i Los Angeles Rams | Scambiata con i Los Angeles Rams |             |
| 4                               | 127    | Jalen Travis                     | OT                               | Iowa State                       | Dai LA Rams |
| 5                               | 151    | DJ Giddens                       | RB                               | Kansas State                     |             |
| 6                               | 189    | Riley Leonard                    | QB                               | Notre Dame                       |             |
| 6                               | 190    | Tim Smith                        | DT                               | Alabama                          | Dai LA Rams |
| 7                               | 232    | Hunter Wohler                    | LB                               | Wisconsin                        |             |

## Staff
| Staff degli Indianapolis Colts |
| --- |
| Organi dirigenziali - Proprietario – Jim Irsay - General manager – Chris Ballard - Assistente del general manager – Ed Dodds - Direttore dell'organico giocatori – Kevin Rogers Jr. - Direttore sportivo – Mike Bluem - Direttore del personale – Morocco Brown - Direttore degli osservatori del college – Matt Terpening - Direttore dello scouting professionale – Jon Shaw - Assistente del direttore degli osservatori del college – Jamie Moore - Osservatore senior – Todd Vasvari - Direttore dell'analitica sportiva – Greg Starek Capo allenatore - Capo-allenatore – Shane Steichen - Assistente al capo-allenatore – T.J. Ingels Altri allenatori - Preparatore atletico – Richard Howell - Scienze motorie/preparazione atletica – Doug McKenney - Assistente p.a. – Zane Fakes Allenatori dell'attacco - Coordinatore offensivo – Jim Cooter - Quarterback – Cam Turner - Running back – DeAndre Smith - Wide receiver – Reggie Wayne - Tight end – Tom Manning - Offensive line – Tony Sparano Jr. - Assistente offensive line – Chris Watt - Controllo qualità dell'attacco – Brian Bratton - Coordinatore del gioco su passaggi – Alex Tanney Allenatori della difesa - Coordinatore difensivo – Gus Bradley - Defensive line – Charlie Partridge - Assistente defensive line – Matt Raich - Linebacker – Richard Smith - Assistente linebacker – Cato June - Defensive back – Ron Milus - Assistente defensive back – Justin Hamilton - Controllo qualità della difesa – Brent Jackson Allenatori dello special team - Coordinatore dello special team – Brian Mason - Assistente dello special team – Joe Hastings |

## Roster
| Roster degli Indianapolis Colts |
| --- |
| Quarterback - 5 Anthony Richardson - 15 Joe Flacco - 4 Sam Ehlinger Running Back - 28 Jonathan Taylor - 27 Trey Sermon - 31 Tyler Goodson Wide Receiver - 11 Michael Pittman - 14 Alec Pierce - 1 Josh Downs - 16 Ashton Dulin - 10 Adonai Mitchell - 6 Anthony Gould Tight End - 81 Mo Alie-Cox - 83 Kylen Granson - 86 Will Mallory - 85 Andrew Ogletree Offensive Linemen - 79 Bernhard Raimann T - 72 Braden Smith T - 73 Blake Freeland T - 71 Matt Goncalves T - 56 Quenton Nelson G - 75 Will Fries G - 60 Tanor Bortolini G - 68 Dalton Tucker G - 78 Ryan Kelly C - 63 Danny Pinter C Defensive Linemen - 51 Kwity Paye DE - 94 Tyquan Lewis DE - 54 Dayo Odeyingbo DE - 55 Isaiah Land DE - 97 Laiatu Latu DE - 99 DeForest Buckner DT - 90 Grover Stewart DT - 96 Taven Bryan DT - 95 Adetomiwa Adebawore DT - 98 Raekwon Davis DT Linebacker - 45 E.J. Speed OLB - 41 Grant Stuard OLB - 57 Jaylon Carlies OLB - 44 Zaire Franklin MLB - 50 Segun Olubi MLB Defensive Back - 23 Kenny Moore CB - 29 Julius Brents CB - 40 Jaylon Jones CB - 21 Dallis Flowers CB - 33 Samuel Womack CB - 20 Nick Cross FS - 25 Rodney Thomas II FS - 43 Trevor Denbow FS - 32 Julian Blackmon SS Special Team - 7 Matt Gay K - 46 Luke Rhodes LS - 8 Rigoberto Sanchez P Lista delle riserve - 66 Ryan Coll C - 62 Wesley French C (IR) - 52 Samson Ebukam DE (IR-DRF) - 59 Cameron McGrone LB (IR-DRF) - 31 Daniel Scott S (IR) - 9 Juwann Winfree WR - 80 Jelani Woods TE (IR) Squadra di allenamento - 93 McTelvin Agim DT - 58 Austin Ajiake LB - 47 Liam Anderson LB - 92 Genard Avery DE - 8 Jason Bean QB - 42 Marcel Dabo S - 26 Evan Hull RB - 35 Chris Lammons CB - 91 Titus Leo DE - 65 Atonio Mafi G - 49 Sean McKeon TE - 2 D.J. Montgomery WR - 3 Spencer Shrader K - 30 Jaylin Simpson CB - 37 Ameer Speed CB - 7 Laquon Treadwell WR Roster aggiornato al 31 agosto 2024 53 attivi, 7 inattivi, 16 nella squadra di allenamento |
| Legenda - I rookie sono in corsivo. - Il primo ruolo è il principale mentre gli eventuali successivi indicano i ruoli secondari. - (IR) sta per Injured Reserve ed indica la lista ristretta per un solo giocatore infortunato che può tornare ad allenarsi dopo la settimana 6 e a rientrare in prima squadra dopo che questa ha giocato 8 partite. - (NF-Inj.) / (NF-Ill.) stanno rispettivamente per Non-Football Injured e Non-Football Illness ed indicano le liste dove viene inserito un giocatore che ha un infortunio o una malattia non dipendente dal football americano. - (PUP) sta per Physically Unable to Perform ed indica la lista dove viene inserito un giocatore mentre è in attesa di recuperare la condizione fisica. Nella stagione regolare dopo la sesta partita giocata dalla propria squadra, il giocatore ha tempo tre settimane per riprendere ad allenarsi, più tre settimane aggiuntive dal suo rientro agli allenamenti per rientrare in prima squadra. |

## Precampionato
Il 14 maggio 2025 furono annunciate le gare del precampionato.
| Precampionato |           |           |                      |           |        |                   |              |         |
| Settimana     | Data      | Ora (ET)  | Avversario           | Risultato | Record | Stadio            | TV           | Sintesi |
| 1             | 7 agosto  | 7:00 p.m. | @ Baltimore Ravens   | S 16-24   | 0-1    | M&T Bank Stadium  | Fox 59 (Fox) | Sintesi |
| 2             | 16 agosto | 1:00 p.m. | Green Bay Packers    | S 19-23   | 0-2    | Lucas Oil Stadium | CBS 4 (CBS)  | Sintesi |
| 3             | 23 agosto | 1:00 p.m. | @ Cincinnati Bengals | -         | -      | Paycor Stadium    | CBS 4 (CBS)  | -       |

## Stagione regolare

### Calendario
Il calendario della stagione regolare fu reso noto il 14 maggio 2025.
| Stagione regolare |                    |                    |                         |                    |                    |                          |                    |                    |
| Settimana         | Data               | Ora (ET)           | Avversario              | Risultato          | Record             | Stadio                   | TV                 | Sintesi            |
| 1                 | 7 settembre        | 1:00 p.m.          | Miami Dolphins          | -                  | -                  | Lucas Oil Stadium        | CBS                | -                  |
| 2                 | 14 settembre       | 4:25 p.m.          | Denver Broncos          | -                  | -                  | Lucas Oil Stadium        | CBS                | -                  |
| 3                 | 21 settembre       | 1:00 p.m.          | @ Tennessee Titans      | -                  | -                  | Nissan Stadium           | CBS                | -                  |
| 4                 | 28 settembre       | 4:05 p.m.          | @ Los Angeles Rams      | -                  | -                  | SoFi Stadium             | Fox                | -                  |
| 5                 | 5 ottobre          | 1:00 p.m.          | Las Vegas Raiders       | -                  | -                  | Lucas Oil Stadium        | Fox                | -                  |
| 6                 | 12 ottobre         | 1:00 p.m.          | Arizona Cardinals       | -                  | -                  | Lucas Oil Stadium        | Fox                | -                  |
| 7                 | 19 ottobre         | 4:05 p.m.          | @ Los Angeles Chargers  | -                  | -                  | SoFi Stadium             | CBS                | -                  |
| 8                 | 26 ottobre         | 4:25 p.m.          | Tennessee Titans        | -                  | -                  | Lucas Oil Stadium        | CBS                | -                  |
| 9                 | 2 novembre         | 1:00 p.m.          | @ Pittsburgh Steelers   | -                  | -                  | Acrisure Stadium         | CBS                | -                  |
| 10                | 9 novembre         | 9:30 a.m.          | Atlanta Falcons (I)     | -                  | -                  | Olympiastadion (Berlino) | NFL Network        | -                  |
| 11                | Settimana di pausa | Settimana di pausa | Settimana di pausa      | Settimana di pausa | Settimana di pausa | Settimana di pausa       | Settimana di pausa | Settimana di pausa |
| 12                | 23 novembre        | 1:00 p.m.          | @ Kansas City Chiefs    | -                  | -                  | Arrowhead Stadium        | CBS                | -                  |
| 13                | 30 novembre        | 1:00 p.m.          | Houston Texans          | -                  | -                  | Lucas Oil Stadium        | CBS                | -                  |
| 14                | 7 dicembre         | 1:00 p.m.          | @ Jacksonville Jaguars  | -                  | -                  | EverBank Stadium         | CBS                | -                  |
| 15                | 14 dicembre        | 4:25 p.m.          | @ Seattle Seahawks      | -                  | -                  | Lumen Field              | CBS                | -                  |
| 16                | 22 dicembre        | 8:15 p.m.          | San Francisco 49ers (M) | -                  | -                  | Lucas Oil Stadium        | ESPN               | -                  |
| 17                | 28 dicembre        | 1:00 p.m.          | Jacksonville Jaguars    | -                  | -                  | Lucas Oil Stadium        | Fox                | -                  |
| 18                | 3/4 gennaio        | Da def.            | @ Houston Texans        | -                  | -                  | NRG Stadium              | Da def.            | -                  |

Note:
- Gli avversari della propria division sono in grassetto.
- Il simbolo "@" indica una partita giocata in trasferta.
- (M) indica il Monday Night Football e (I) una partita delle NFL International Series.
- Dall'undicesimo al diciassettesimo turno si adotta una programmazione flessibile: le partite del Sunday Night Football, del Monday Night Football e del Thursday Night Football sono programmate in via provvisoria e sono eventualmente soggette a modifiche.
- Data e orario della gara del diciottesimo turno saranno stabilite dopo lo svolgimento del diciassettesimo turno.